# Adolf Körner
Adolf Körner (* 22. April 1881 in Eichenberg (Sailauf); † 24. August 1954) war deutscher Jurist, bayerischer Staatsbeamter und von 1946 bis 1950 Regierungspräsident des bayerischen Regierungsbezirks Unterfranken.

## Regierungspräsident
Nach dem Studium der Rechts- und Staatswissenschaften in Würzburg folgte 1905 die Promotion und 1906 die große juristische Staatsprüfung und der Eintritt in die bayerische Staatsverwaltung. Seit 1918 war er Mitglied der BVP. 1928 bis 1932 war er am Bezirksamt Lohr tätig, 1932 bis 1933 Oberregierungsrat bei der Regierung von Mainfranken, im Oktober 1933 erfolgte die Versetzung an das Oberversicherungsamt Würzburg, 1943 bis 1945 war er an der Landesversicherungsanstalt Mainfranken. Nach Kriegsende war er Leiter des Personalreferats der Regierung, ab 1. Juli 1946 Regierungsvizepräsident. Nach der Wahl seines Vorgängers Jean Stock in den Bayerischen Landtag wurde Adolf Körner am 1. Dezember 1946 Regierungspräsident in Würzburg. An der Julius-Maximilians-Universität Würzburg hatte Körner einen Lehrauftrag für Sozialrecht. Im Nachgang zum Diskriminierungsskandal um den von ihm unterstützten Regierungsschulrat Josef Burgard wurde Körner auf Beschluss des bayerischen Ministerrates am 30. Oktober 1950 vorzeitig in den Ruhestand verabschiedet.